# Retrospect
Retrospect je třetí koncertní album vydané nizozemskou symfonic metalovou kapelou Epica. Album, které vyšlo 8. listopadu 2013, bylo nahráno na vyprodaném koncertu kapely v Eindhovenu, kde kapela vystoupila společně se symfonickým orchestrem.

## Seznam skladeb

### CD 1
1. Introspect
2. Monopoly On Truth
3. Sensorium
4. Unleashed
5. Martyr Of The Free Word
6. Chasing The Dragon
7. Presto
8. Never Enough
9. Stabat Mater Dolorosa
10. Twin Flames

### CD 2
1. Serenade Of Self Destruction
2. Blank Infinity
3. Orchestral Medley
4. The Divine Conspiracy ~Anniversary Edition~
5. Delirium
6. The Obsessive Devotion
7. Retrospect
8. Battle Of The Heroes & Imperial March
9. Quietus
10. The Phantom Agony

### CD 3
1. Cry For The Moon
2. Sancta Terra
3. Design Your Universe
4. Storm The Sorrow
5. Consign To Oblivion
6. Outrospect

## Obsazení
- Simone Simons – mezzosopránový zpěv
- Mark Jansen – kytara, growling, screaming
- Isaac Delahaye – kytara
- Rob van der Loo – basová kytara
- Coen Jansen – klávesy
- Ariën van Weesenbeek – bicí

### Hosté
- The Extended Hungarian Reményi Ede Chamber Orchestra
- The Choir of Miskolc National Theatre
- Floor Jansen – zpěv v písni "Stabat Mater Dolorosa" a "Sancta Terra"
- Ad Sluijter – bývalý člen kapely, kytara v písni "Quietus"
- Yves Huts – bývalý člen kapely, basová kytara v písni "Quietus"
- Jeroen Simons – bývalý člen kapely, bicí v písni "Quietus"